# 에우리피데스

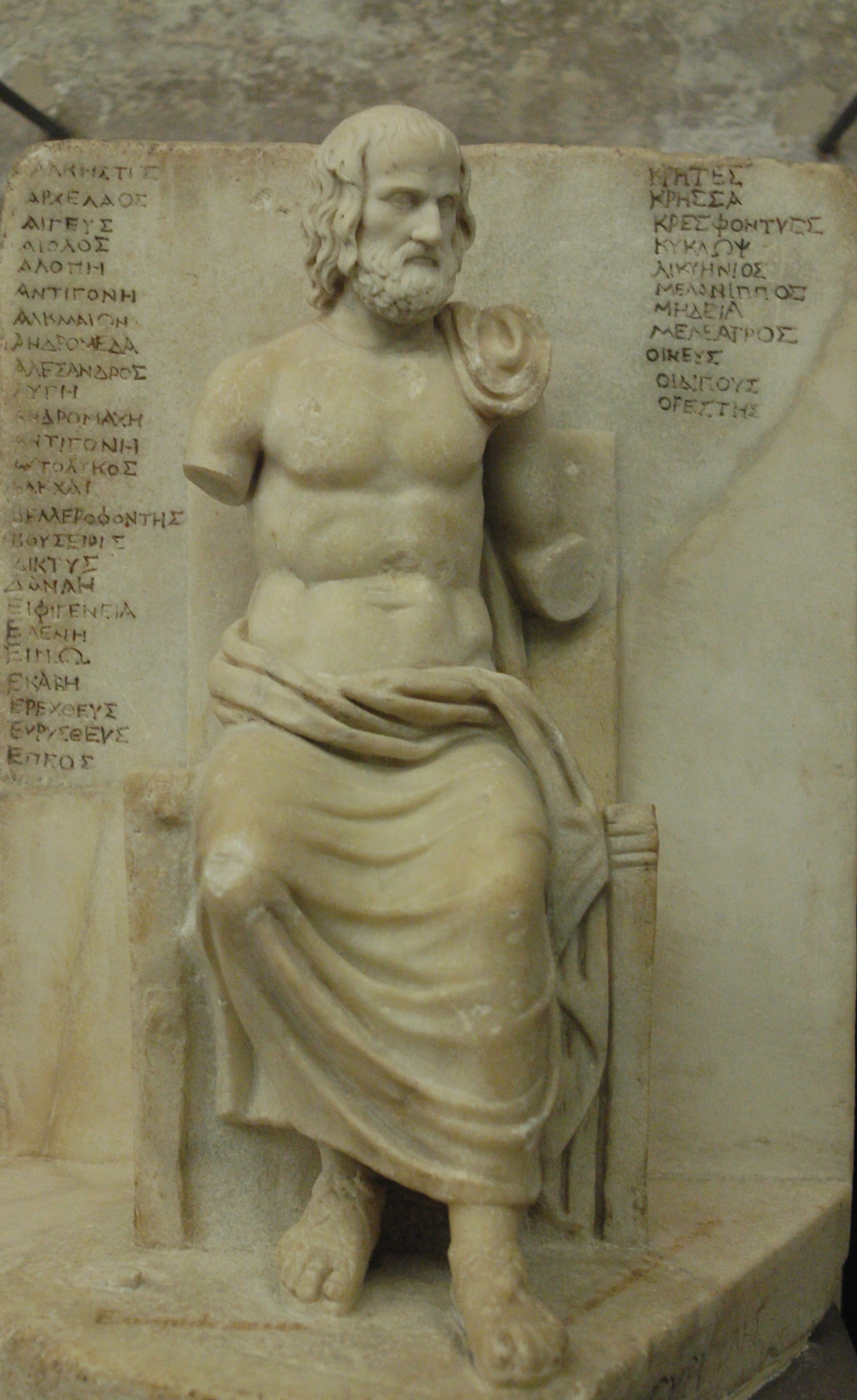
에우리피데스

에우리피데스(그리스어: Ευριπίδης, 영어: Euripides, 기원전 약 480년 이전 ~ 기원전 406년)는 고대 아테네에서 활동한, 아이스킬로스, 소포클레스와 더불어 가장 뛰어나다고 평가 받는 비극 시인이다. 오늘날 그가 쓴 18편의 비극이 남아 있다. 합리적인 예지·자유주의적·인도주의적 사상을 내포한 그의 극은 근세 유럽 비극 문학에 큰 영향을 주었다.

## 생애
살라미스 출생으로 아테네로 옮겨 활동했으며, 아르켈라오스 1세의 초청을 받아 마케도니아 왕국으로 이동해 그곳에서 죽었다. 아낙사고라스에게서 배우고 프로타고라스, 소크라테스와 사귀었고 영향을 주었다.

## 작품세계
92편의 극작품을 쓰고 5회의 우승을 했다고 한다. 현존하는 작품 18편외 다수의 단편(斷片)이 있다.
인간의 고뇌에 깊은 이해와 동정을 품고 또한 인간을 괴롭히는 모든 악업에 격노하며 운명이나 신의 뜻에 따르기보다 인간의 주지적(主知的) 합리성으로 이 세상의 복잡미묘함을 폭로하려는 에우리피데스는 근본적으로 '비극'의 가능성을 부정하는 입장에 있었다고 평해진다. 그러나 그런대로 아테네 연극계에서 총아로 등장해 멀리 그리스 세계의 곳곳에까지 그 작품이 번져나간 것은 오로지 그의 교묘한 작극술(作劇術)과 그것으로 묘사되는 극히 일반적인 인간의 비애가 강력한 설득력으로서 부각되고 있기 때문이라 하겠다.
연출기법에서는 소포클레스와 달리 별다른 신기축(新機軸)을 만들어 내지 못했으며, 또한 소포클레스의 정묘한 작품구조의 균형과 박진감에 비하면 에우리피데스의 여러 작품에서는 야릇한 현실성 내지는 사실성의 무시와 강렬한 리얼리즘이 등을 맞대고 있어 독자나 관객을 불안한 긴장으로 감싸버린다. 허구다운 프롤로그에 역시 허구다운 신이 등장하는가 하면, 연애·질투·복수·간계·광기·비애와 같이 순수하고 인간적인 표정으로 감싸버린다.
그러나 그 사이에도, 있을 수 없는 장면에서 있을 수 없는 논쟁이나 비판이 사건의 흐름을 중단시키고, 보는 자와 보이고 있는 자와의 사이에 의식의 벽을 만드는 듯하나, 다시 격정으로 넘쳐흐르는 사건이 그 벽을 잊게 해버린다. <메데이아>이건, <히폴리토스>이건, 또는 <엘렉트라>나 <이피게네이아> <바카이> 등의 여러 작품에서도 이와 같은 격정적인 사건과 의식의 벽이 서로 부딪치는 충돌로 들볶여, 마지막엔 고즙(苦汁)처럼 남는 것이 모든 인간에게 있어 피할 수 없는 비애와 제신에 대한 분노이다.
이러한 작품의 상연은 작가 스스로 만든 것 이외에는 몹시 어려웠을 것임에 틀림이 없다. 그러나 그 대사(臺辭)의 간명함과 인간성에 대한 깊은 통찰이 후세에 많은 독자를 매혹시키고 아리스토텔레스로 하여금 '가장 비극적인 시인(<시학> 1953 a 30)'이라고까지 평하게 한 까닭이 되었을 것이다.

## 에우리피데스의 작품들
- 《안드로마케 (비극)》
- 《알케스티스 (비극)》
- 《헬레네 (비극)》
- 《박코스 여신도들》(또는 박코이)
- 《엘렉트라 (에우리피데스)》
- 《헤라클레스 (에우리피데스)》
- 《헤라클레스의 자녀들》
- 《메데이아 (에우리피데스)》
- 《이온 (비극)》
- 《아울리스의 이피게네이아》
- 《타우리케의 이피게네이아》(또는 타우로이족 사이에서의 이피게네이아)
- 《헤카베 (비극)》
- 《오레스테스 (비극)》
- 《트로이아 여인들》
- 《탄원하는 여인들 (에우리피데스)》
- 《포이니케 여인들》(또는 페니키아의 여인들)
- 《힙폴뤼토스 (비극)》
- 《레소스 (비극)》- 진위 불확실
- 《키클롭스 (사티로스극)》- 사튀르 극